# Bythiospeum reisalpense
Bythiospeum reisalpense é uma espécie de gastrópode  da família Hydrobiidae.
É endémica de Austria.